# Can Cassanyes
Can Cassanyes és una casa d'Amer (Selva) inclosa a l'Inventari del Patrimoni Arquitectònic de Catalunya.

## Descripció
Edifici cantoner de quatre plantes i golfes, terrassa al costat de la plaça i coberta d'un vessant a la façana posterior. Com que fa cantonada, té dues façanes, caracteritzades per les línies i frisos de separació de plantes i pels esgrafiats que, en línies verticals, les recorren. Tota la façana és arrebossada i pintada d'un color ocre clar i vermellós a la cornisa, a excepció dels marcs de les obertures de les primeres plantes i l'arcada de la planta baixa, de pedra vista.
La planta baixa consta d'una antiga porta lateral i d'una arcada cantonera, sota la qual hi ha la planta baixa dedicada a espai comercial. La porta lateral és emmarcada de pedra i té la llinda monollítica gravada amb un doble marc d'angles convexos i la llegenda: FELIU I JOAN RIGAU. Pel que fa a les arcades una és apuntada i l'altra és de mig punt. Ja que el mòdul majoritari de les arcades i porxos de la plaça són grups de dos arcades, aquesta comparteix columna amb la casa veïna, Ca l'Espinet (Veure la fitxa referent a Ca l'Espinet, Amer).
Al primer pis tenim un balcó corregut, amb obertura emmarcada de pedra, dos blocs de base i tres mènsules de suport decorades amb motius vegetals. La barana de ferro té dos nivells de decoració, barrots i fris d'espirals. A la façana lateral hi ha un balcó individual sobre la porta lateral. L'obertura és emmarcada de pedra i el balcó és poc emergent i amb barana de ferro de barrots prismàtics i en espiral senzills.
El segon pis conté un balcó individual per façana, just a sobre de les obertures anteriors. Els marcs no són de pedra vista i les dimensions de les finestres i del pis, un pèl més reduïdes. El balcó de la façana principal conté dues mènsules decorades i el lateral té una base més senzilla.
El tercer pis presenta dues obertures, un balcó sobre l'anterior i similar a aquest a la façana principal i una finestra quadrada, centrada i amb una petita barana de ferro no emergent, a la façana lateral.
La cornisa té dos frisos, un d'espirals o cercles superposats i un de cilíndres. Després de diverses motllures emergents comença una balustrada de motllo de terrissa amb dos trams per façana.
A la part posterior hi ha unes golfes que donen a la terrassa. Aquestes destaquen per la finestra amb doble arcada de mig punt sense suport central.

## Història
Casa d'origen medieval amb reformes i restauracions al llarg dels segles, sobretot del XVII i principis del XX, quan es va fer l'esgrafiat i l'arrebossat de la façana. Aquest ha estat restaurat i repintat a la dècada dels 90 del segle xx.
La majoria dels edificis que es conserven a la plaça són d'origen medieval, reformats durant els segles XV i XVI, i sobretot durant els segles XVIII i XX. Tot i que es conserven reminiscències medievals a les façanes com ara alguna finestra geminada o trevolada, escuts en relleu, inscripcions, etc. la majoria d'edificis són dels segles XVIII-XX amb tres o quatre plantes i la particularitat d'ésser suportades parcialment pels porxos i arcades. L'origen d'aquests porxos és comercial, d'antigues parades comercials o d'artesania cobertes amb tendals i estructures de fusta que s'acabaven cobrint i edificant a sobre. Així passà a Vic i també a Girona, entre d'altres poblacions properes.